# 1000hp
1000hp  es el sexto álbum de estudio de la banda americana Godsmack. El álbum es una continuación hasta 2010 disco de oro vendido del álbum The Oracle y fue lanzado el 5 de agosto de 2014.

## Haciendo la grabación
El 6 de noviembre de 2013, se informó de que Godsmack había comenzado a escribir para el nuevo álbum, aún sin título 1000hp. El 5 de febrero de 2014, la cuenta de Twitter del líder de Sully Erna dice que la banda ha logrado avances masiva en el proceso de composición para el álbum. El 20 de abril, Erna reveló en su página personal de Facebook que la banda ha terminado de trabajar en el álbum. The full track list was revealed on July 10.

### Escritos de canciones
En una entrevista con Billboard , Erna reveló que el proceso de escritura de 1000hp era de colaboración, que dice: "Cuando llegó el momento de empezar a escribir de nuevo, los chicos traído en un lote de canciones y tuve un lote de canciones que había estado trabajando en y que todos ellos puso sobre la mesa y empezó a tallar a través de ellos y viendo cuáles nos va a apretarse y se cuáles no lo íbamos a hacer el corte ". El resultado, de acuerdo con Erna, es un asunto característicamente contundente que va desde el ardiente, canción que da título autobiográfica y primer sencillo a la tarifa más experimental y estirada como "Generation Day" y "Nothing Comes Easy." 
1000hp se registró en la sede de nueva construcción de 4.000 pies cuadrados de Godsmack en Boston. "Sólo construimos este año", explicó el bajista Robbie Merrill . "Hemos estado buscando tener un lugar grande para un largo tiempo. Todo nuestro equipo ha estado guardado en cuatro o cinco lugares diferentes y queríamos conseguir todo en una habitación. Así que las alquilan en un almacén durante al menos cinco años. Nos se fue de allí y poner un poco de paredes e hizo un estudio y una tumbona. básicamente tenemos todas nuestras cosas en el almacenamiento en un extremo y en el otro extremo tenemos el local de ensayo y tenemos nuestro estudio todo listo para grabar, así como el salón y una cocina."

### Producción
1000hp fue mezclado y producido por Dave Fortman, que ha trabajado con Godsmack en su álbum de estudio anterior, The Oracle, así como con otras bandas como Superjoint Ritual , Mudvayne, Otep, Slipknot en su cuarto álbum de estudio titulado All Hope Is Gone, y Simple Plan, así como en los dos discos multiplatino de Evanescence, la venta de álbumes, The Open Door y Fallen ."me encanta el estudio", dijo Fortman. "Regresé para conseguir ese sonido único para este nuevo registro de Godsmack y realmente clavado y tenía un gran momento."

## Promoción
El 2 de junio, una de 27 segundos de previsualización de audio de "1000hp" fue subido en el canal oficial de YouTube de Godsmack. El 9 de junio, el sencillo se abrió camino a la roca estaciones de radio en los Estados Unidos y fue subido en su totalidad en el de banda de canal de YouTube. El sencillo llegó a estar disponible para su descarga el 10 de junio después del lanzamiento de "1000hp", "Generation Day" fue lanzado como una canción descargable el 21 de julio, un día después del lanzamiento de "1000hp" de Godsmack y Republic Records realizó una fiesta privada para escuchar 1000hp el 10 de junio en la ciudad de Nueva York estudios Quad. Para el evento, miembros selectos de los medios de comunicación fueron invitados y se presentarán con un sabor del álbum, mientras que Sully Erna, después de haber sido introducido por el sello cofundador y director ejecutivo de Avery Lipman, que engancha con historias sobre cada canción reproducida.

## Lista de canciones
| N.º | Título                | Duración |  |
| 1.  | «1000hp»              | 3:46     |  |
| 2.  | «FML»                 | 3:38     |  |
| 3.  | «Something Different» | 4:42     |  |
| 4.  | «What's Next?»        | 4:21     |  |
| 5.  | «Generation Day»      | 6:12     |  |
| 6.  | «Locked & Loaded»     | 4:13     |  |
| 7.  | «Living in the Gray»  | 4:07     |  |
| 8.  | «I Don't Belong»      | 3:34     |  |
| 9.  | «Nothing Comes Easy»  | 5:39     |  |
| 10. | «Turning to Stone»    | 5:16     |  |

Edición Best Buy
| Best Buy edition |                 |          |  |
| N.º              | Título          | Duración |  |
| 11.              | «Life Is Good!» | 4:05     |  |

## Posicionamiento en lista
| Lista (2014)                    | Posiciones |
| ------------------------------- | ---------- |
| Australian Albums Chart         | 65         |
| US Billboard 200                | 3          |
| US Billboard Rock Albums        | 2          |
| US Billboard Digital Albums     | 2          |
| US Billboard Alternative Albums | 1          |
| US Billboard Hard Rock Albums   | 1          |
| Canadian Albums Chart           | 2          |

## Personal

### Godsmack
- Sully Erna - guitarra rítmica, voz, productor
- Tony Rombola - guitarra líder, coros
- Robbie Merrill - bajo
- Shannon Larkin - batería, percusión